# Ecchlorolestes nylephtha
Ecchlorolestes nylephtha – gatunek ważki z rodziny Synlestidae. Jest endemitem Południowej Afryki; występuje w Prowincji Przylądkowej Zachodniej i Prowincji Przylądkowej Wschodniej.
Imago lata od listopada do końca maja. Długość ciała 52–54 mm. Długość tylnego skrzydła 25,5–26,5 mm.